# Allometopon striatum
Allometopon striatum är en tvåvingeart som beskrevs av Mcalpine 1960. Allometopon striatum ingår i släktet Allometopon och familjen träflugor. Inga underarter finns listade i Catalogue of Life.